# 阿西諾區

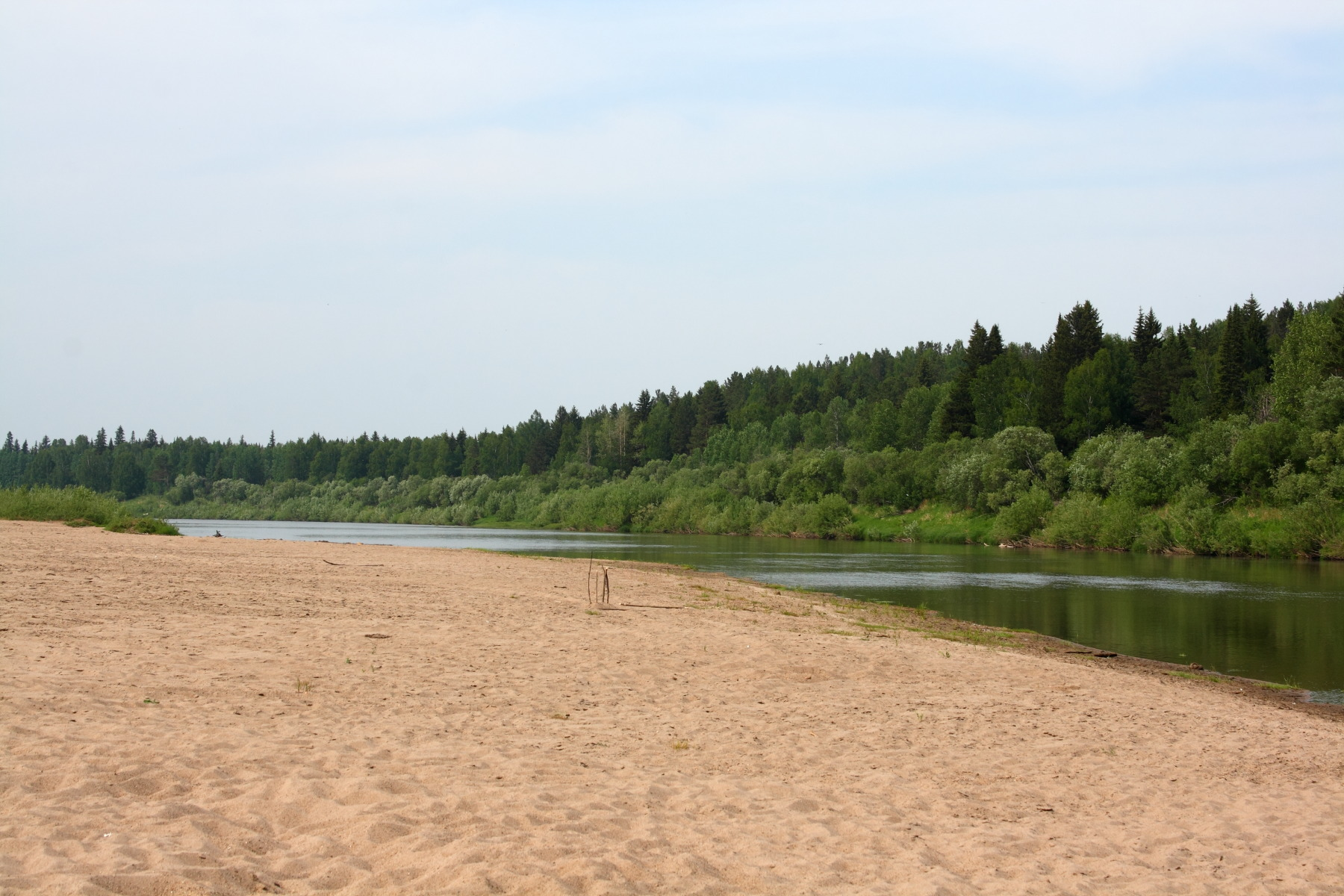

57°00′N 86°09′E / 57.000°N 86.150°E
阿西諾區（俄语：Асиновский район），是俄羅斯的一個區，位於該國中南部，治所位于阿西诺，由托木斯克州負責管轄，面積5,943.3平方公里，2010年人口36,459，人口密度每平方公里6.13人。